# Linphone
Linphone (Akronym aus Linux phone) ist eine freie Software für die IP-Telefonie, die unter der Lizenz GNU GPLv2 verfügbar ist.
Das Programm ist in einer Linux-, Windows- und macOS-Version erhältlich, für unixähnliche Betriebssysteme wie FreeBSD kann der frei zugängliche Quelltext genutzt werden. Zudem existieren Clients für Android, iOS, Blackberry, Windows Phone und Windows 10 Mobile. Neben der GTK+-basierenden grafischen Oberfläche existieren auch zwei Konsolen-Programme. Mit Linphone Web ist auch eine Version für Webbrowser verfügbar.

## Funktionalität
Das Programm hat folgende Funktionalitäten:
- Internettelefonie – basierend auf dem SIP-Standard
- Bildtelefonie oder Videokonferenz. Die Qualität der Videoübertragung eignet sich auch für Unterhaltungen in Gebärdensprache.
- Präsenz (man kann feststellen, ob ein Gesprächspartner gerade erreichbar ist)
- Instant Messaging
- Verschlüsselung der Audio- und Video-Übertragung

Für die Sprachübertragung stehen folgende Codecs zur Verfügung:
- G.711a bzw. G.711u
- GSM
- Speex
- LPC10-15
- G.722
- Opus

Videoübertragungen können mit folgenden Codecs durchgeführt werden:
- H.263 bzw. H.263+
- MPEG-4 Part 2
- Theora
- H.264 (mit Plug-in basierend auf x264)

Verschlüsselung kann mit folgenden Protokollen durchgeführt werden:
- SRTP
- ZRTP

Für den Betrieb hinter einem NAT-Router steht das STUN-Protokoll zur Verfügung.

## Kompatibilität
UbuntuWiki zufolge können Gespräche u. a. auch mit folgenden Gegenstellen geführt werden:
- Ekiga
- Jitsi
- Minisip
- QuteCom
- Twinkle
- Windows Messenger
- X-Lite
- MicroSIP